# Kurovodice
Kurovodice jsou bývalý hospodářský dvůr s tvrzí, dnes základní sídelní jednotka části Olšina města Mnichovo Hradiště v okrese Mladá Boleslav, u paty Příhrazských skal, asi 100 metrů od konce zástavby samotné vesnice Olšiny. Jsou zde tři adresy: areál bývalého hospodářského dvora, dnes ústavu sociální péče, nazývaného Domov Pod Skalami, jehož budovy mají společné číslo popisné 1, a mezi dvorem a Příhrazskými skalami pak ještě domek čp. 41. Usedlost čp. 2 se sice nachází také v obvodu ZSJ Kurovodice, ale její definiční bod je zaměřen mimo budovu, již na území ZSJ Olšina.

## Historie
Součástí dvora je archeologická lokalita s náznaky valu, které jsou považovány za zbytky hradiště, tvrziště či strážní tvrze ze 14. století na ochranu stezky od Kněžmosta přes Mužský na Český Dub, tvrz je poprvé zmiňována roku 1586, ale pravděpodobně stále již ve 14. století. Kruhové tvrziště obklopené příkopem s pozůstatky valu na severní straně se nachází v areálu ústavu sociální péče. Tvrziště je chráněno jako kulturní památka, do rejstříku bylo zapsáno v roce 1967.
První písemný doklad o zdejším dvoře pochází z roku 1520, kdy Mikuláš Samšinský ze Samšiny prodal své panství Zásadka a ponechal si pouze Kurovodice. Až do roku 1560 patřila osada do panství Zásadka, jako jejíž majitel byl udáván Mikuláš ze Samšiny, který se později zdržoval v Kurovodicích. Po vystřídání několika majitelů z řad nižší šlechty v roce 1610 osadu zakoupil svijanský pán Jáchym Ondřej Šlik, který byl 21. června 1621 na Staroměstském náměstí popraven jako první. Šlikovské statky Kurovodice a Svijany byly zabaveny a roku 1622 prodány Albrechtovi z Valdštejna. V roce 1624 byly Kurovodice frýdlantským lénem pánů z Wachtendanku a od nich bylo v roce 1642 přikoupeno k Loukovci. V roce 1653 Kurovodice koupil Jiří Jeník Zásadský z Gamsendorfu. V roce 1789 panství koupila rodina Rohanů a v jejím držení zůstalo až do roku 1945.
V roce 1945 byla osada jako německý majetek státem zabavena a předána ONV v Mnichově Hradišti. Ten zde zřídil v roce 1946 okresní chorobinec s 54 obyvateli. V letech 1947–1950 byla provedena adaptace budov a areál dostal nový název „Domov pro přestárlé a práce neschopné“. V roce 1955 převzal toto zařízení odbor sociálního zabezpečení rady ONV pod názvem „Domov odpočinku“ a od května 1955 bylo nazýváno „Domov důchodců“. Počet obyvatel vzrostl na 78 mužů a žen. 18. srpna 1955 nastoupily do domova řadové sestry Křižáckého řádu Panny Marie a pečovaly o jeho obyvatele až do roku 1969, kdy byly nahrazeny civilními zaměstnanci. Domov důchodců byl postupně přeměněn na ústav sociální péče pro mentálně postižené dospělé muže. V roce 1976 počet obyvatel ústavu dosáhl 86 a věkový průměr byl 46 let. Převážná část dne byla věnována pracovní terapii, které se účastnilo 67 obyvatel, zbytek tvořili práce neschopní s těžším pohybovým nebo mentálním postižením. Od hospodaření na přilehlých pozemcích ústav v 60. a 70. letech postupně upustil, pole pod ústavem bylo předáno družstvu v Březině, na zbývajícím pozemku ústav pásl ovce a sušil seno. Práceschopní obyvatelé se uplatňovali při výrobě korálových návleků, mozaikových obkladů, později při balení čajů a dalších jednoduchých ručních pracích, ale účastnili se i brigádnických prací v JZD, STS apod. 1. ledna 2007 byl Ústav sociální péče Domov pod skalami Kurovodice transformován na Domov Pod Skalami Kurovodice, poskytovatel sociálních služeb. Podle webu domova datovaného lety 2009–2015 má domov 79 klientů a průměrný věk dosahuje 57 let.
V sobotu 9. června 2012 zde kacanovské sdružení Radosti spolu se zaměstnanci domova uspořádalo první ročník hudebně divadelního festivalu Bez plotů, ze 400 návštěvníků bylo na 200 platících, klienti domovů a děti měli vstup zdarma. Festival se pak konal v červnu každoročně, v roce 2018 byl již označován jako tradiční.
Kdesi u rozcestí modré a žluté značky nad Kurovodicemi měl podle webu Turistika.cz stávat památný dub letní s obvodem kmene asi 620 cm. Modrá a žlutá se však dnes rozcházejí již pod Kurovodicemi, a památný dub není uveden ani evidenci AOPK, ani v mapách Mapy.cz.